# Шведско-новгородски ратови
Шведско-новгородски ратови (рус. Шведско-новгородские войны) вођени су између Новгородске републике и Шведске за контролу над северном обалом Финског залива, Ингријом, која је била нарочито важна Ханзеатској лиги јер је лежала на трговачком путу између Северне Европе и Византије. Сукоби су имали и религијску подлогу, као сукоби православаца и католика, иако службено све до 14. века римске папе нису одобриле ниједан крсташки поход. 

## Историја
Шведски Викинзи, познатији као Варјази, упадали су још у раном средњем веку дубоко на територију Русије током својих трговачко-пљачкашких похода, али су ови сукоби били мањих размера. Новгородска република је на такве упаде одговарала слањем малих јединица које су пустошиле тадашња шведска насеља Порво, Турку, па чак и Стокхолм. Сукоби расту са појавом снажније организованих државних заједница током 12. века како у Шведској, тако и у Русији. Они израстају у праве ратове. Из овог периода нема много сачуваних докумената те се не може поуздано утврдити када су сукоби почели. Око 1142. године Финци и Швеђани напали су тврђаву Ладога, али су их снаге Новгородске републике успешно одбиле. Према Новгородском летопису, одред од 1000 Финаца и Швеђана је 1149. године напао тврђаву Ладога. Посада тврђаве и кнежеве снаге (укупно око 500 људи) нису биле довољне да их одбију. Мобилисани су сељаци те је напад на крају ипак одбијен. Око 1000 наоружаних шведских витезова напало је 1164. године крај око језера Ладога, али су поражени, а неки од њих и заробљени. Новгорођани су затим предузели поход на Шведску и 1188. године разорили тадашњу престоницу Сигтуну. Њу више није било могуће обновити, па је престоница пребачена у унутрашњост, на језеро Маларен, поред Стокхолма. Швеђани су 1229. године са око 2000 људи напали насеља на ушћу реке Волхов у Ладогу. Напад је одбијен уз знатне жртве на руској страни. 
Значајна битка Шведско-новгородских ратова вођена је 15. јула 1240. године на левој обали реке Неве, на пола пута између Финског залива и језера Ладога. Шведско-финске снаге предводио је бискуп Томас. Русе је предводио Александар Јарославич, касније (1547) канонизован као Александар Невски. Упркос томе што су били бројчано слабији, Руси односе победу у бици. Швеђани након ове битке мењају смер напада на Новгород. Нападају преко Нарве и Ливоније. Између 1249. и 1250. године вођен је Други шведски крсташки рат. Швеђани заузимају финску Тавастију где 1250. године подижу замак. Новгородски кнез Димитриј Александрович предузео је 1278. године поход на финску Карелију ради прикупљања пореза у пограничној области. Швеђани су 1293. године предузели инвазију на Карелијску превлаку где су подигли замак Виборг (Трећи шведски крсташки рат). Швеђани су 1299. године допловили са 1200 бродова и ушли у Неву до њеног извора код Ладоге. Тамо су подигли тврђаву Ландскрон. Већ 1301. године Новгорођани су разорили ову тврђаву. 